# وایتا (مجارستان)
وایتا (به مجاری:  Vajta) یک شهرداری در مجارستان است که در ناحیه شاربوگارد واقع شده‌است. وایتا ۲۳٫۴۳ کیلومتر مربع مساحت و ۹۴۹ نفر جمعیت دارد.